# Paradrina avicula
Paradrina avicula là một loài bướm đêm trong họ Noctuidae.